# 기타미쓰카이도역
기타미쓰카이도역(일본어: 北水海道駅)은 일본 이바라키현 조소시에 위치한 간토 철도 조소 선의 철도역이다. 단선 승강장 1면 1선의 구조를 갖춘 지상역이다.

## 이용 현황
| 연도   | 1일 평균 승차 인원 |
| ------ | ------------------ |
| 2005년 | 142                |
| 2006년 | 158                |
| 2007년 | 182                |
| 2008년 | 185                |
| 2009년 | 174                |
| 2010년 | 166                |
| 2011년 | 173                |
| 2012년 | 198                |
| 2013년 | 187                |
| 2014년 | 179                |

## 역 주변
- 미쓰카이도 사쿠라 병원

## 역사
- 1972년 3월 15일 : 모리시타 토지 구획 정리 사업에 의해, 구획정리지 내에 개업.
- 2009년 3월 14일 : IC 카드 PASMO 사용 개시.

## 인접 역
| 간토 철도 ■ 조소 선    | 간토 철도 ■ 조소 선 | 간토 철도 ■ 조소 선    |
| ---------------------- | ------------------- | ---------------------- |
| 미쓰카이도 도리데 방면 | 보통                | 나카쓰마 시모다테 방면 |